# Cryptus concolor
Cryptus concolor là một loài tò vò trong họ Ichneumonidae.